# Alfie (1966)
Alfie is een Britse komische film uit 1966, geregisseerd door Lewis Gilbert. De film is gebaseerd op een roman van Bill Naughton. In 2004 kwam er een nieuwe versie uit.

## Rolverdeling
| Acteur             | Personage        |
| ------------------ | ---------------- |
| Michael Caine      | Alfie Elkins     |
| Shelley Winters    | Ruby             |
| Millicent Martin   | Siddie           |
| Julia Foster       | Gilda            |
| Jane Asher         | Annie            |
| Shirley Anne Field | Carla            |
| Vivien Merchant    | Lily             |
| Eleanor Bron       | The Doctor       |
| Denholm Elliott    | The Abortionist  |
| Alfie Bass         | Harry Clamacraft |
| Graham Stark       | Humphrey         |
| Murray Melvin      | Nat              |
| Sydney Tafler      | Frank            |